# Quần đảo Bounty
Quần đảo Bounty là nhóm bao gồm 13 đảo granit và đảo đá nhỏ có diện tích 135 ha (330 mẫu Anh) nằm ở Nam Thái Bình Dương, New Zealand. Nó nằm cách khoảng 670 km (416 mi) về phía đông-đông nam của đảo Nam và 530 km (329 mi) về phía tây nam của quần đảo Chatham. Quần đảo là một phần của Di sản thế giới Các hòn đảo nằm gần Nam Cực của New Zealand được UNESCO công nhận vào năm 1998.

## Lịch sử
Thuyền trưởng William Bligh là người đã phát hiện ra quần đảo này khi ông cùng thủy thủ đoàn đi từ Spithead tới Tahiti vào năm 1788 và đã đặt tên theo con tàu của ông HMS Bounty, vài tháng trước khi xảy ra cuộc nổi loạn trên tàu Bounty. Vào đầu năm 1866, Chỉ huy WH Norman của tàu HMCS Victoria được giao nhiệm vụ xác định chính xác hơn vị trí của quần đảo này. Ông đã báo cáo vĩ độ và kinh độ của quần đảo lần lượt là 47ˈ50 Nam và 179ˈ00 Đông. Thuyền trưởng George Palmer trong chuyến hành trình trên tàu Matoaka đo đạc quần đảo tại 47ˈ46ˈ24 Nam 178ˈ56ˈ45 Đông và sáp nhập chúng vào các đảo của New Zealand.
Trong suốt thế kỷ 19, khu vực này là một khu vực săn bắn động vật chân màng phổ biến. Đây cũng là khu vực được tìm kiếm những thủy thủ đoàn mất tích, bao gồm cả những thủy thủ đoàn của tàu General Grant và Matoaka.
Tháng 3 năm 1886, tàu Hinemoa ghé thăm và dựng một kho hàng tiếp tế cho những người bị đắm tàu trên hòn đảo lớn nhất thuộc quần đảo. Tuy vậy. thuyền trưởng Fairchild cũng để lại một lời nhắc nhở rằng không có nước ngọt là thứ không có sẵn trên các đảo này. Kho hàng đã bị phá hủy vào năm 1887 khi tàu SS Stella đến hòn đảo. Một biểu đồ hải quân mới cho khu vực này đã được phát hành vào năm 1888 được thực hiện qua chuyến ghé thăm của tàu Hinemoa. Trong tháng 11 năm 1891, Hinemoa trở lại quần đảo và xây dựng một kho lưu trữ đồ tươi.

## Hệ sinh thái
Về mặt sinh thái, quần đảo này là một phần của vùng sinh thái lãnh nguyên quần đảo cận Địa cực. Thực vật ở đây bao gồm loài thảo dược đặc hữu của New Zealand Lepidium oleraceum. Quần đảo là nhà của một số lượng lớn các loài chim biển đặc hữu và đã được xác định là vùng chim quan trọng của BirdLife International vì nó là nhà của các loài chim cực kỳ nguy cấp bao gồm Chim cánh cụt mào đứng, Hải âu mày đen Salvin hay Cốc biển Bounty.

## Địa lý
Các hòn đảo nằm trên một khu vực có trục dài nhất chỉ khoảng 5 km, bao gồm 3 nhóm chính. Nhóm các đảo chính nằm ở phía tây-bắc của quần đảo, hai nhóm còn lại nằm ở trung tâm và đông. Tổng diện tích các đảo là 1,35 km2 (0,52 dặm vuông Anh). Điểm cao nhất nằm trên đảo Funnel có độ cao 73 mét (240 ft) so với mực nước biển. Quần đảo nằm ở vị trí đối xuyên tâm của Bouillé-Ménard, Pháp

### Các đảo
- Nhóm đảo chính (47°45′N 179°02′Đ / 47,75°N 179,033°Đ):
  - Đảo Depot (đảo lớn nhất)
  - Dog Rock
  - Đảo Lion
  - Đảo Penguin
  - Đảo Proclamation
  - Đảo Ranfurly
  - Đảo Ruatara
  - Seal Rock
  - Skua Rock
  - Đảo Spider
  - Đảo Tunnel
- Nhóm đảo trung tâm (47°45′45″N 179°02′40″Đ / 47,7625°N 179,04444°Đ):
  - Đảo Coronet
  - Đảo Funnel (đảo chính của nhóm đảo)
  - Đảo Prion
- Nhóm đảo đông (47°46′N 179°04′Đ / 47,767°N 179,067°Đ):
  - Đảo Con
  - Molly Cap (đảo chính)
  - North Rock